# Haut-Sénégal et Niger
1904–1921
Entités précédentes :
- Sénégambie et Niger
- Sultanat du Damagaram (Zinder)

Entités suivantes :
- Colonie de la Haute-Volta (1919)
- Colonie du Niger (1922)
- Soudan français (1921)

Le Haut-Sénégal et Niger est une ancienne colonie française (21 octobre 1904 - 1er décembre 1921) de l'Afrique-Occidentale française.
Cette colonie regroupait des territoires qui font aujourd’hui partie d’une majorité du Mali et du Burkina Faso, ainsi que de petites parties de la Mauritanie et du Niger.

## Création
La « colonie du Haut-Sénégal et du Niger » est créée, à partir de la colonie de Sénégambie et du Niger, par le décret du 18 octobre 1904, portant réorganisation du Gouvernement général de l'Afrique occidentale française.

## Territoire
À sa création, la « colonie du Haut-Sénégal et du Niger » comprend :
- Les anciens territoires du Haut-Sénégal et du Moyen-Niger ;
- Le troisième territoire militaire, chef-lieu : Sorbo-Haoussa (1900-1903), Niamey (1903-1911), puis Zinder à partir du 1er janvier 1911.

Sa capitale est Bamako.
Un décret du 2 mars 1907 incorpore au Haut-Sénégal et Niger les cercles de Fada N'Gourma et de Say, tous deux distraits de la colonie du Dahomey.
Le 1er janvier 1912, le territoire militaire du Niger cesse de faire partie du Haut-Sénégal et Niger.
Le Niger devient une colonie autonome par décret du 13 octobre 1922.
Le décret du 1er mars 1919, portant création de la colonie de Haute-Volta, divise le Haut-Sénégal et Niger en deux colonies distinctes :
- La Haute-Volta, comprenant les cercles de Gaoua, Bobo-Dioulasso, Dédougou, Ouagadougou, Dori, Say et Fada N'Gourma ;
- Le Haut-Sénégal et Niger, réduit aux cercles restants.

## Subdivisions

### Haut-Sénégal et Niger
Le Haut-Sénégal et Niger est en 1912 constitué de 30 circonscriptions civiles.

### Territoire militaire du Niger
Par la fusion du Territoire militaire de Zinder créé le 23 juillet 1900 et du Cercle du Djerma créé le 11 octobre 1900 est constitué le troisième territoire militaire du Haut-Sénégal et Niger par l’arrêté du gouverneur général de l’AOF du 20 décembre 1900, il a pour chef-lieu Zinder. Ce territoire n'a pas à sa création de forme et de limite bien définies.
Le territoire militaire du Niger divisé en trois régions : Niamey, Tombouctou et Zinder par l'arrêté du 26 décembre 1904 est plus tard en 1910 constitué de quatre régions :
- Région de Niamey; 4 cercles : Djerma, Dosso, Tahoua et Say.
- Région de Gao; 3 cercles : Gao, Tillabéry et Dori.
- Région de Tombouctou; 2 cercles : Tombouctou et Bamba et deux annexes : Ras-el-Ma et du Gourma
- Région de Zinder; 4 cercles : Zinder, Agadès, Bilma, N'guigmi[7].

Par la suite, l'arrêté du 22 juin 1910 (applicable au 1er janvier 1911) détache la région de Tombouctou du territoire militaire et le divise en sept cercles dirigés par un Capitaine constitués de secteurs :
- Cercle de Niamey; 5 secteurs : Central, Dogondoutchi, Dosso, Tillabéry et Gaya
- Cercle de Madoua; 3 secteurs : Central, Tahoua et Maradi
- Cercle de Zinder; 4 secteurs : Central, Tessahoua, Damerghou et Magaria.
- Cercle de Gouré
- Cercle de Maliné-Soroa ; 2 secteurs : Central et Nguigmi
- Cercle d'Agadez ;
- Cercle de Bilma[8].

## Villes principales

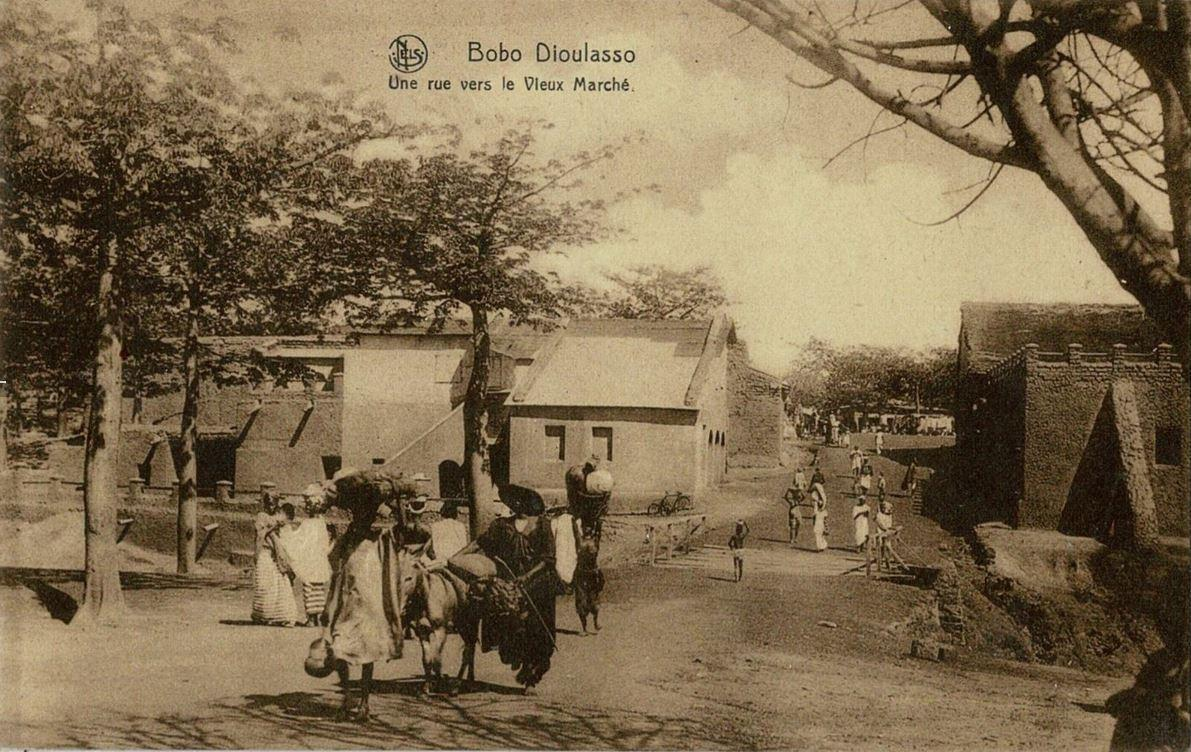
Bobo-Dioulasso, scène de rue (vers 1905)

Lors du recensement réalisé en 1909 les principales villes de la Colonie sont :
- Bobo-Dioulasso : 7 788 habitants
- Bamako : 6 539 habitants
- Ségou : 6 255 habitants
- Kayes : 5 932 habitants
- Tombouctou : 5 797 habitants
- Dienné : 4 527 habitants

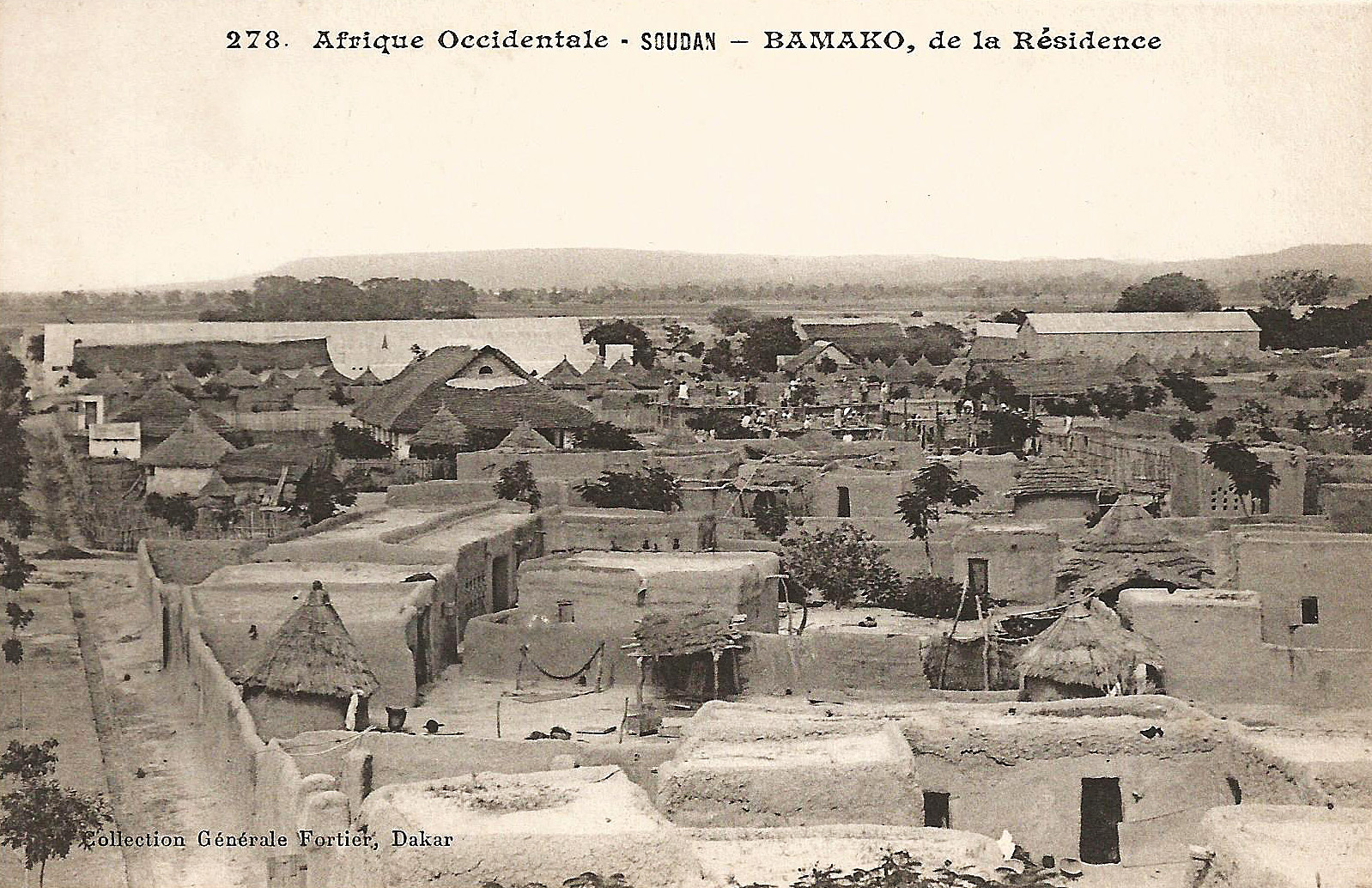
Bamako
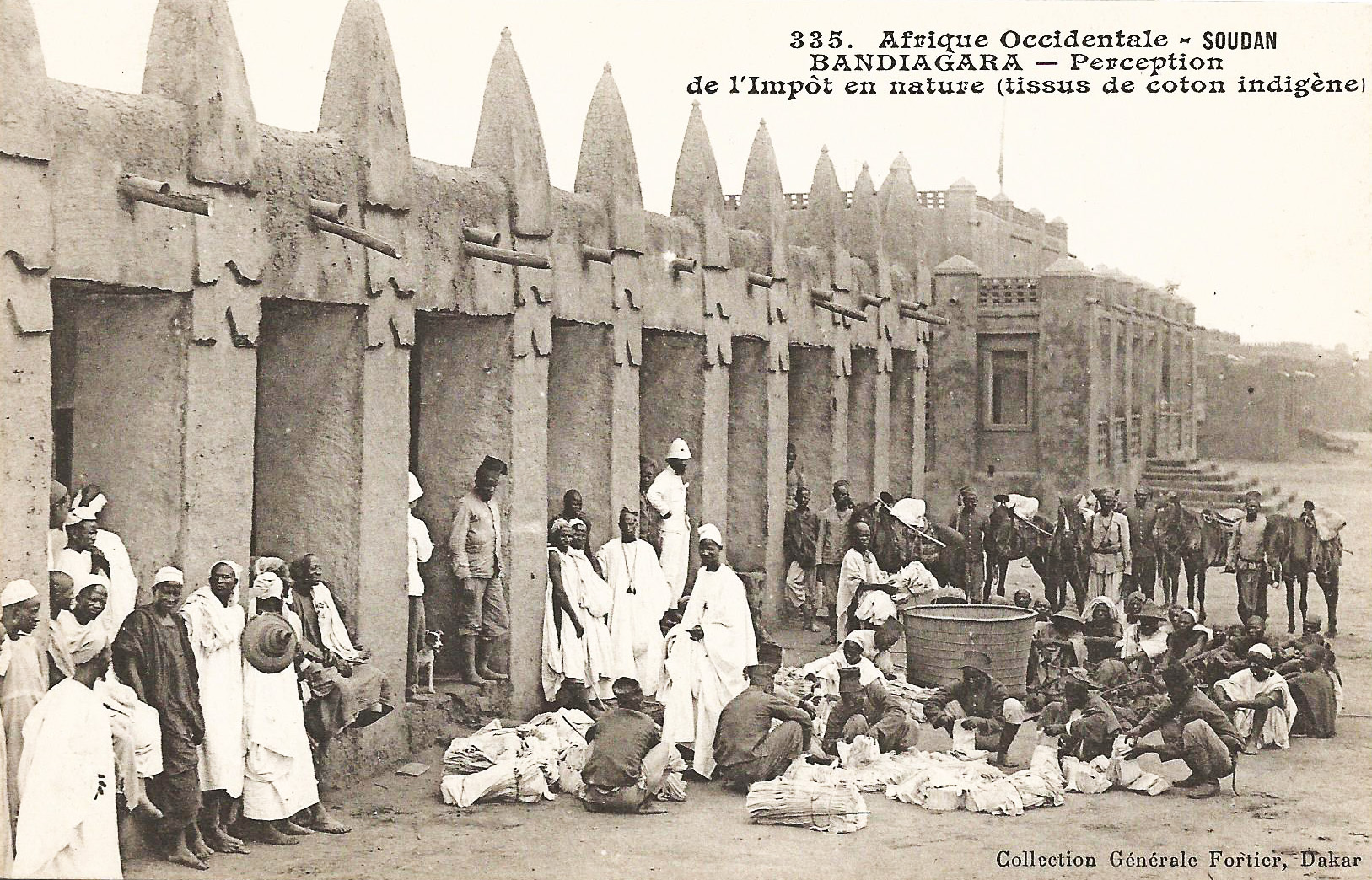
Bandiagara
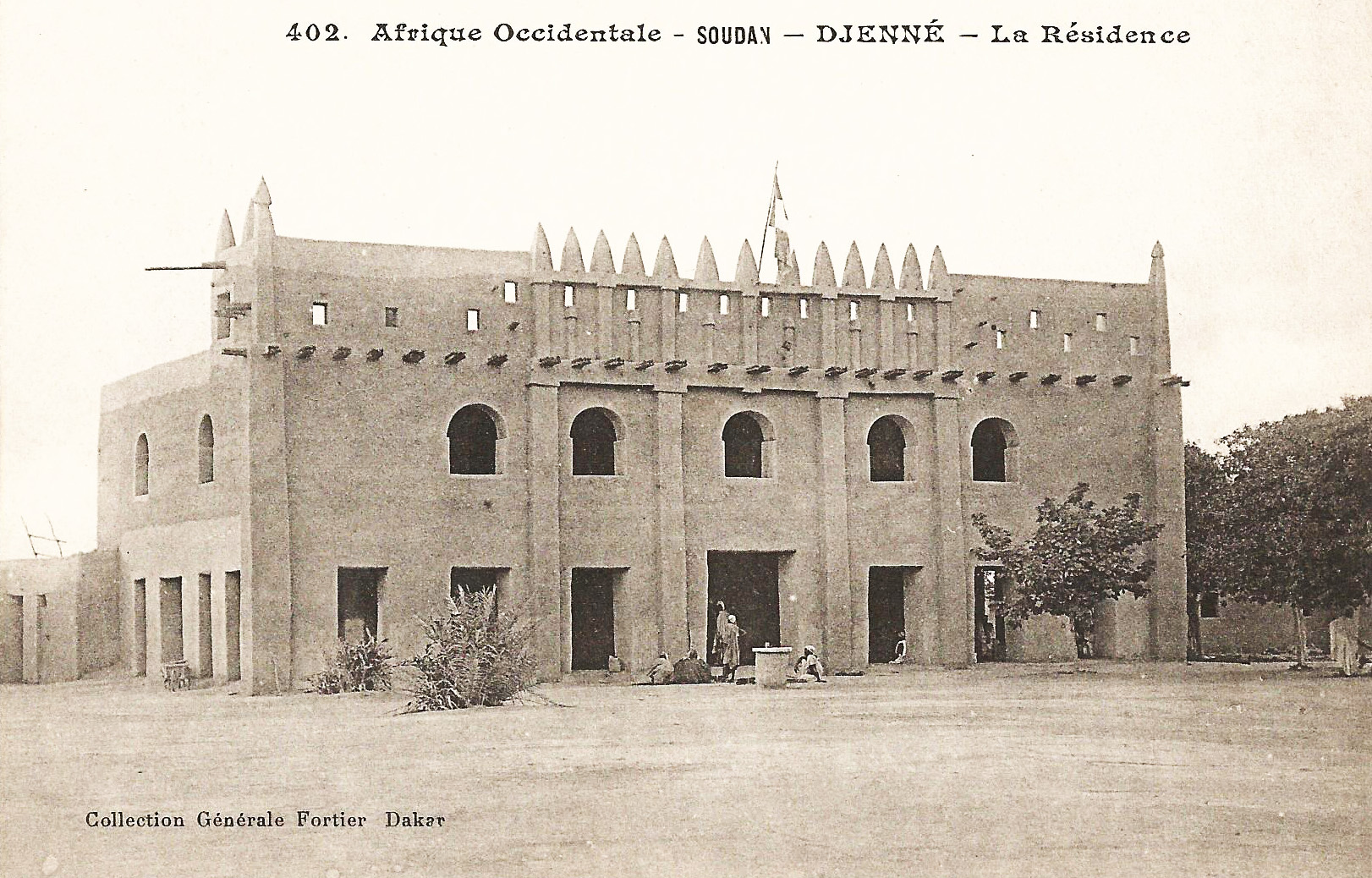
Dienné
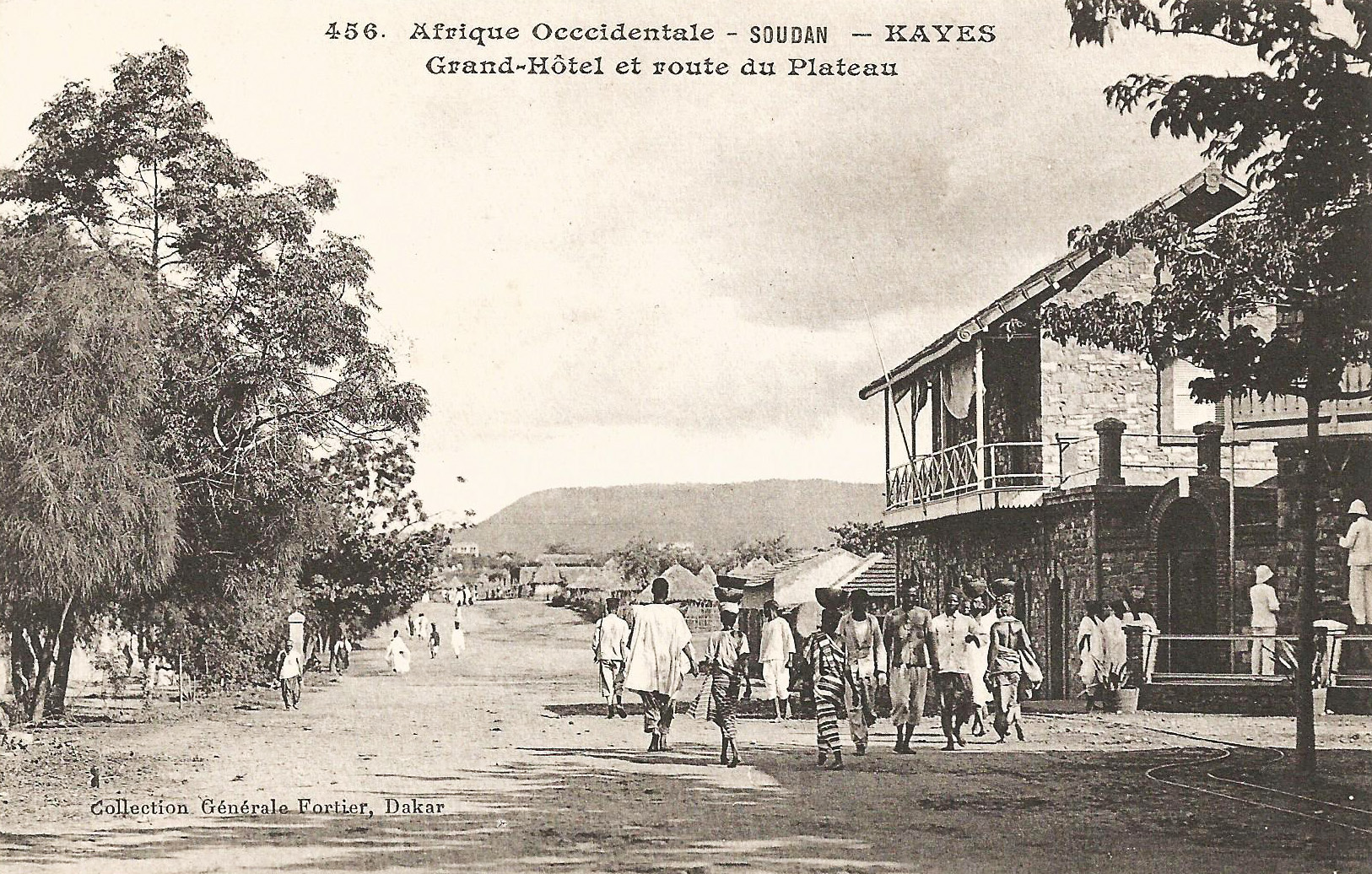
Kayes
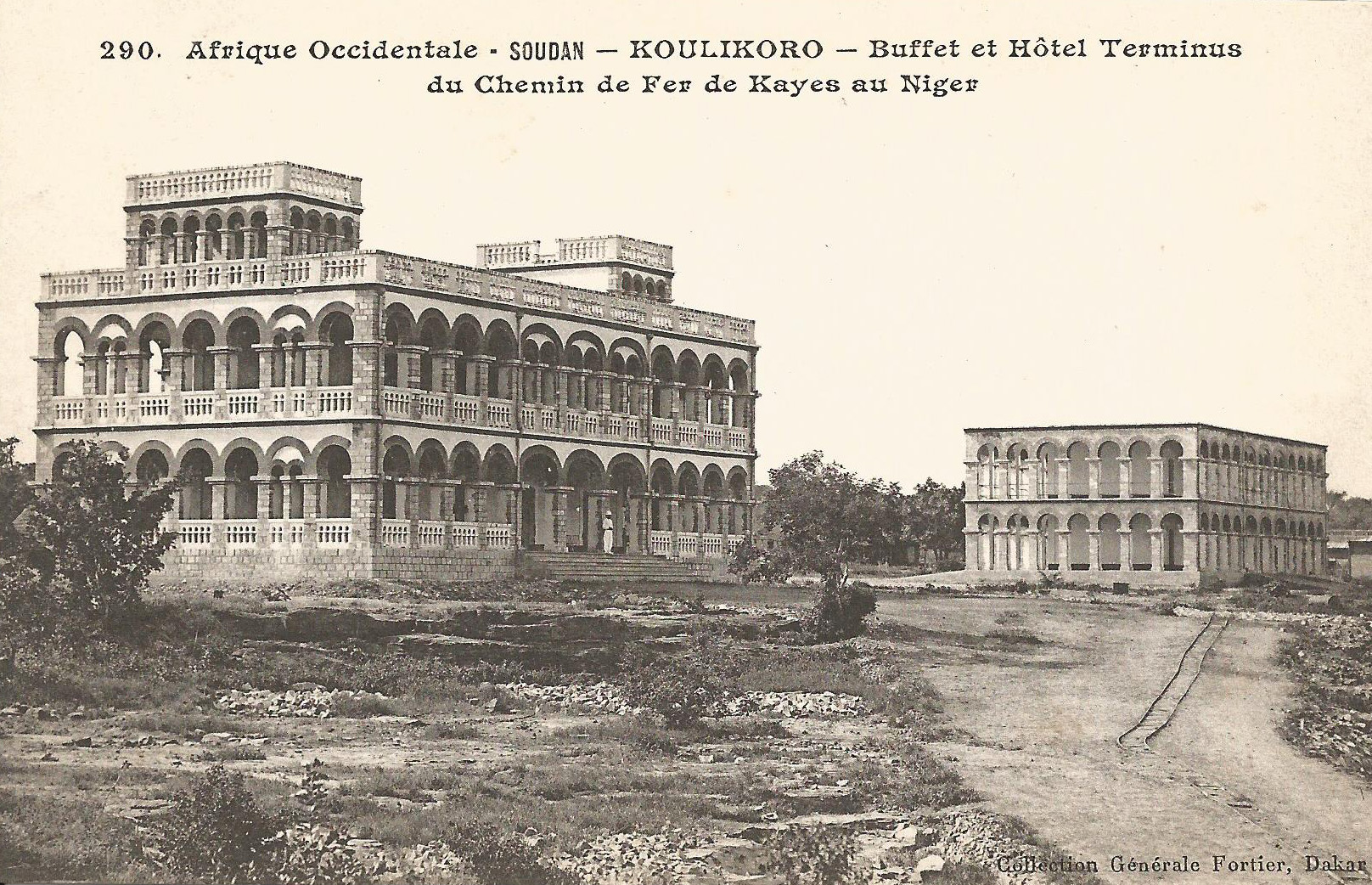
Koulikoro
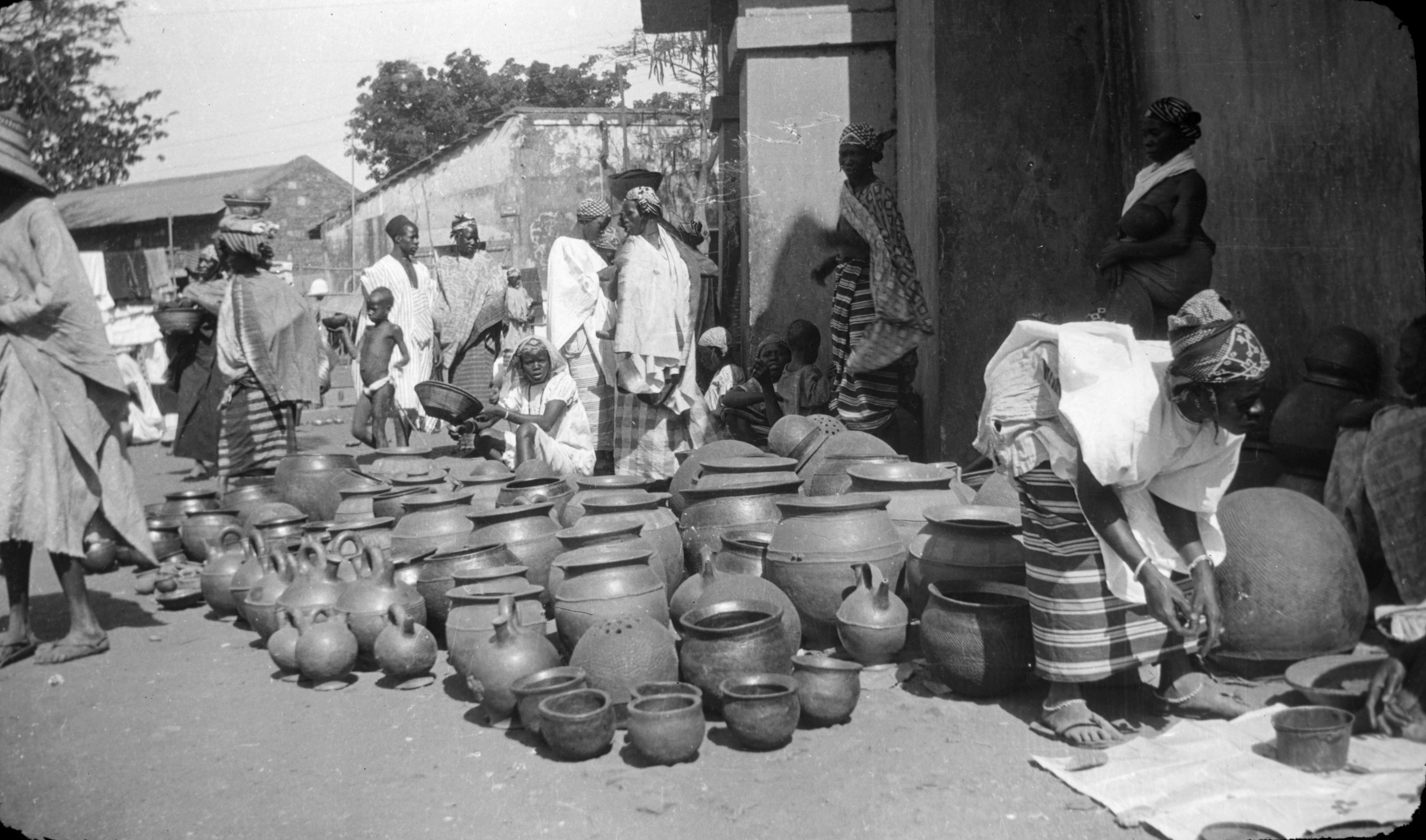
Marché aux poteries (Bamako)
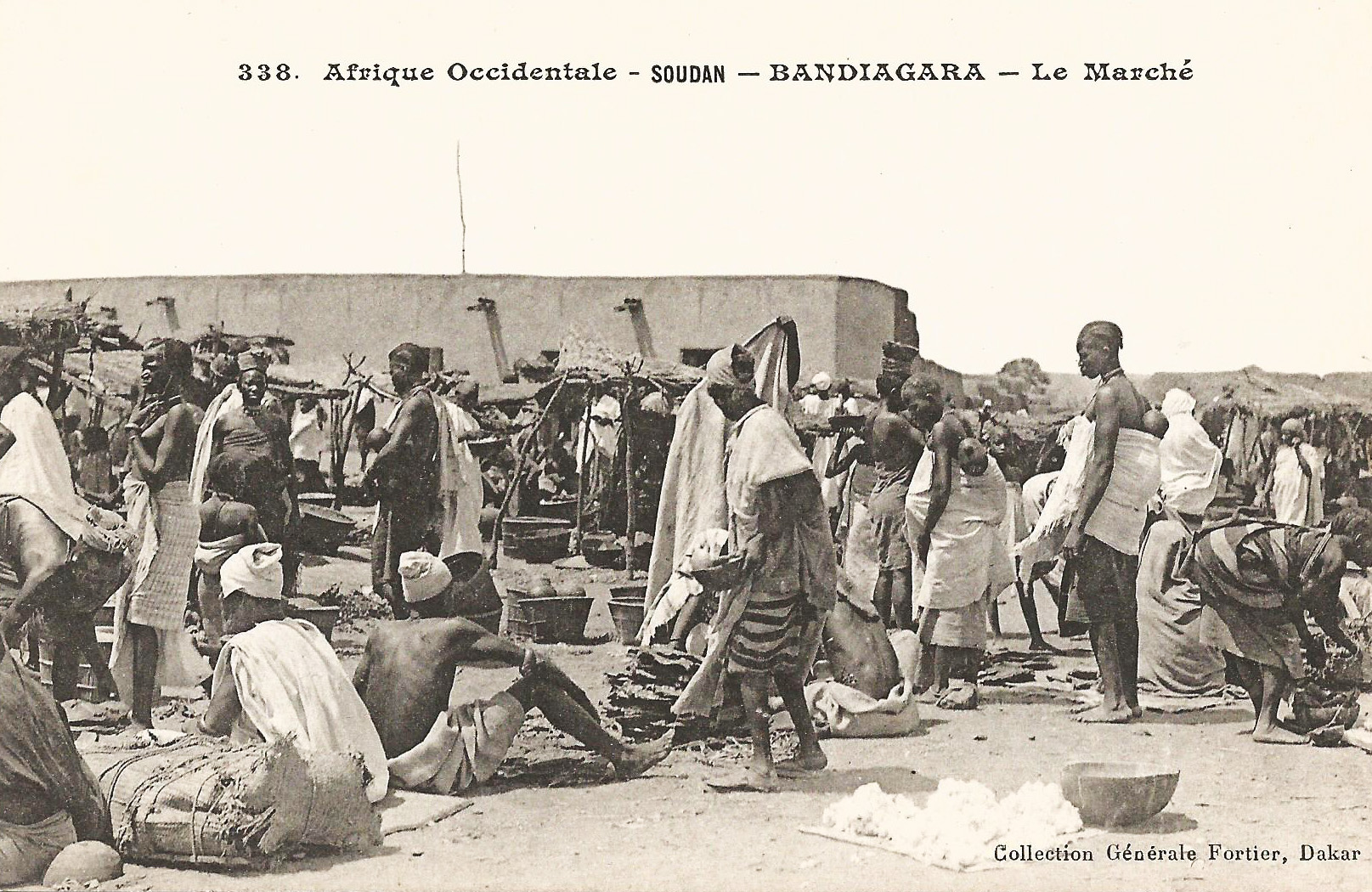
Bandiagara, marché
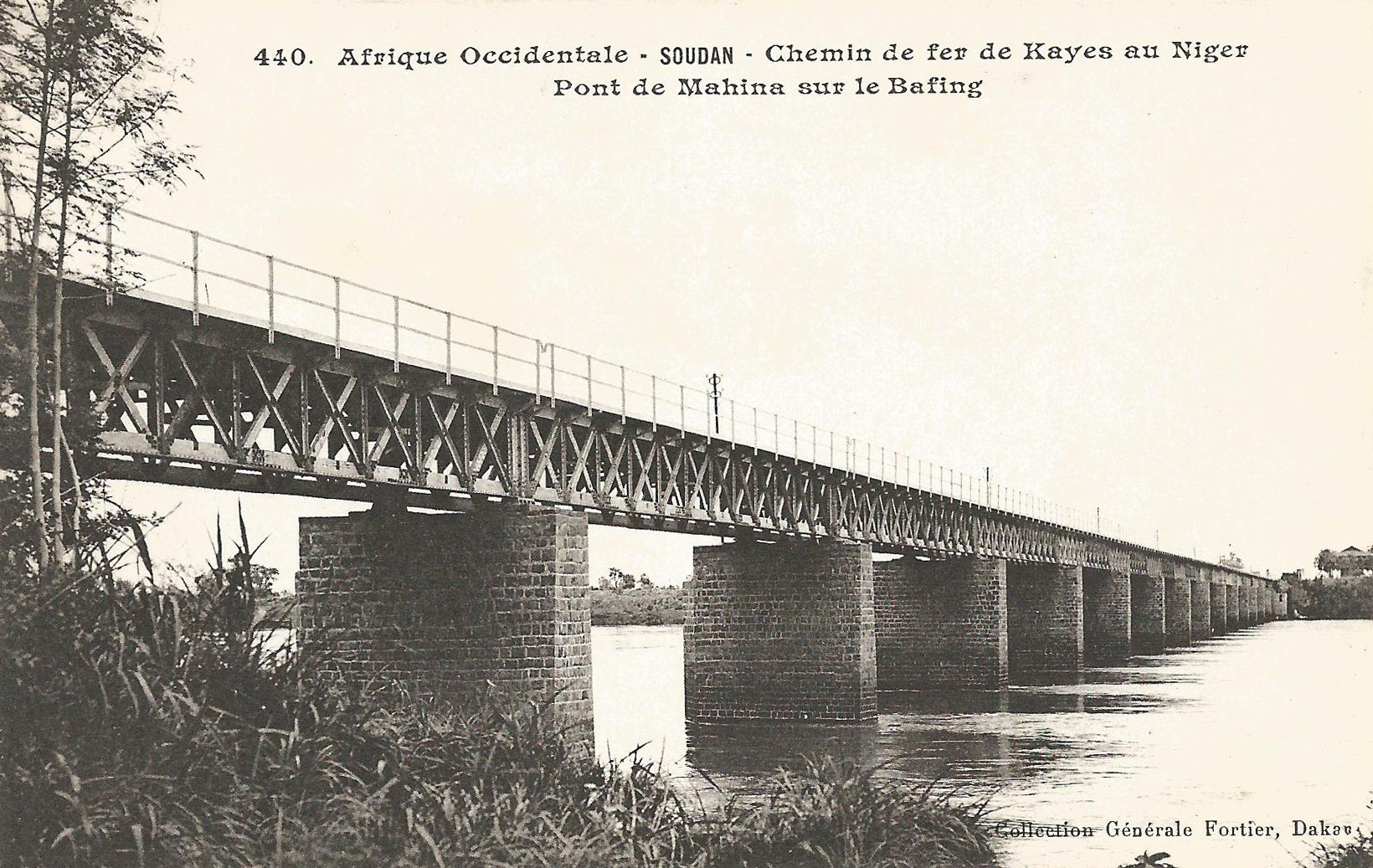
Pont de Mahina sur le Bafing
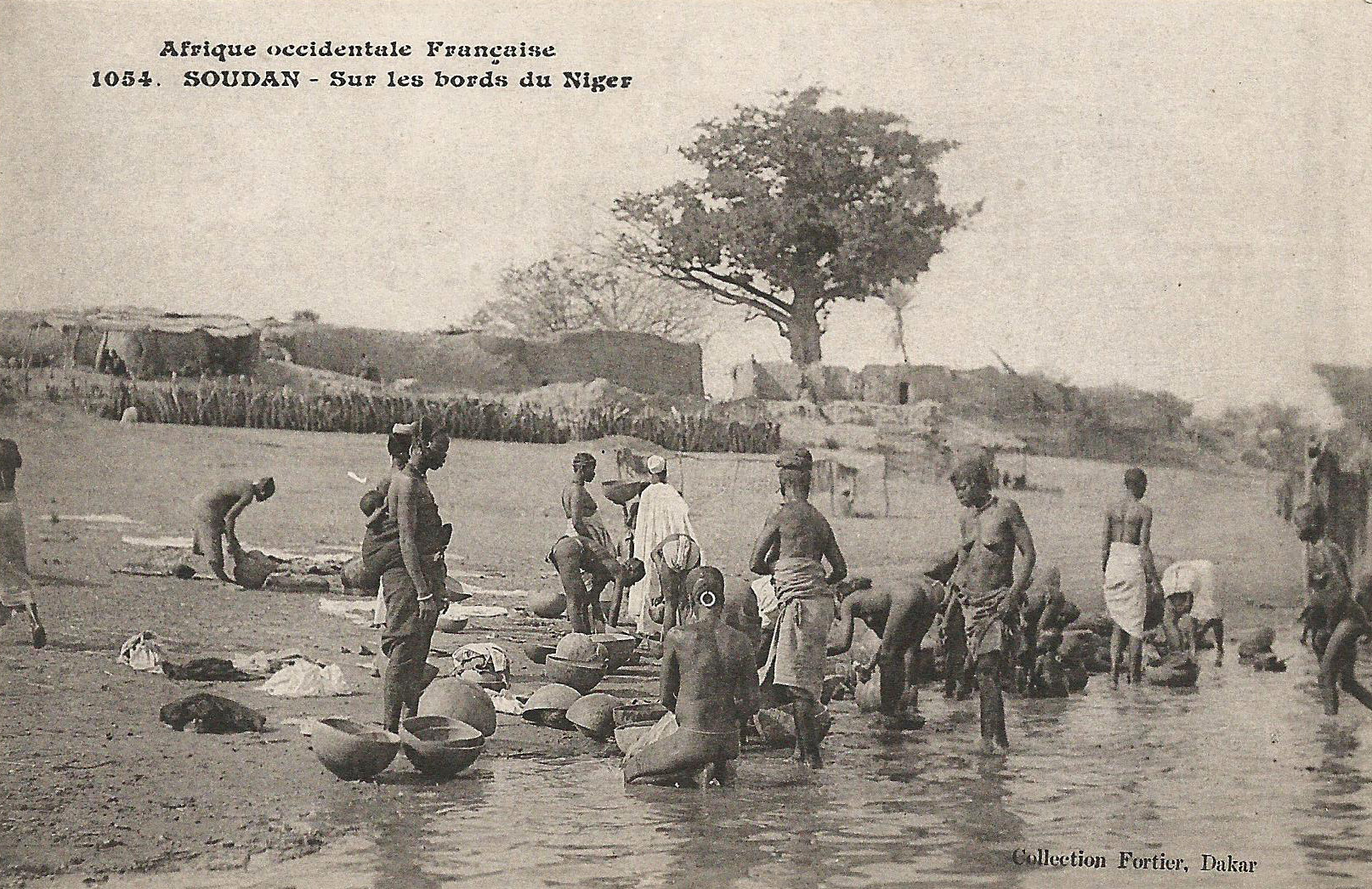
Rives du fleuve Niger

## Changement de dénomination
À compter du 1er janvier 1921, date d'entrée en vigueur du décret du 4 décembre 1920, portant dénomination des colonies et territoires composant le Gouvernement général de l'Afrique occidentale française, le Haut-Sénégal et Niger prend le nom de colonie du Soudan français.